# Kâmil Erdem

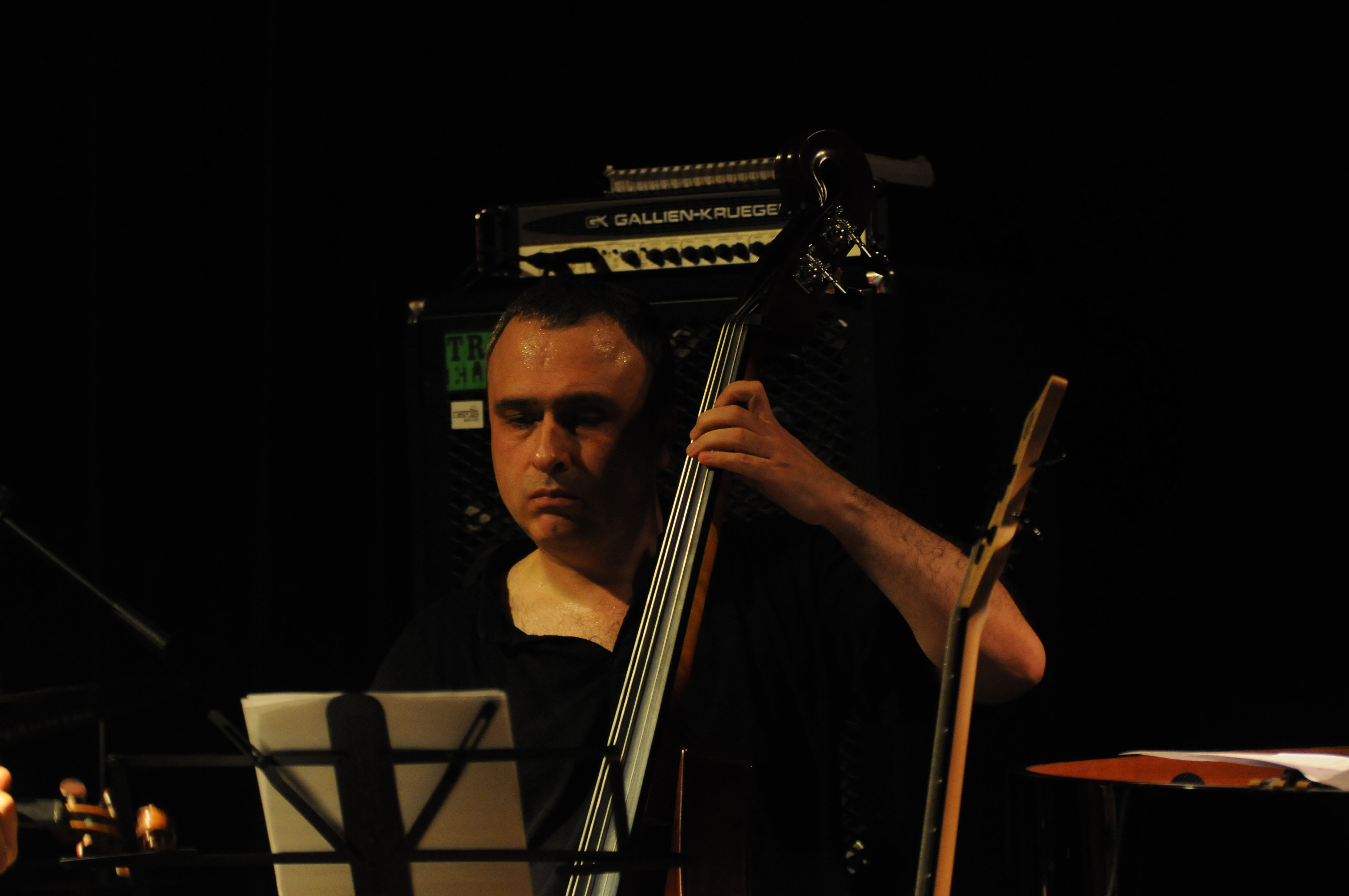
Kâmil Erdem (2009)

Kâmil Erdem (* 26. März 1959 in Ankara) ist ein türkischer Jazz- und Weltmusiker (Bass, Gitarre, Komposition).

## Leben und Wirken
Erdem erhielt eine Ausbildung auf der klassischen Gitarre und interessierte sich früh für die Polyphonie der türkischen Musik. Er machte seinen Abschluss am TED Ankara College (1977) und studierte dann an der Abteilung für Elektrotechnik der Middle East Technical University (1983). Während seines Studiums wandte er sich aufgrund seines Interesses an Jazz und Basissounds neben der Gitarre auch der Bassgitarre und dem Kontrabass zu.
Nach seinem Universitätsabschluss arbeitete Erdem als Musiker und Ingenieur. 1981 schloss er sich der Band Oriental Wind von Okay Temiz an, der er fünf Jahre lang angehörte und mit der er international tourte. Im Jahr 1990 gründete er das Musikensemble Asiaminor, das als Quartett begann und später zum Quintett und dann zum Sextett wurde. Für die Gruppe komponierte er traditionelle türkische Musik, die er jazzorientiert aufführte. Mit der Gruppe entstanden zwischen 1991 und 1997 drei Alben. Mit Asiaminor tourte er zwischen 1990 und 2003 mehrmals in Europa und den USA.
1995 gab er in Kairo ein Konzert mit dem ägyptischen Ensemble Sharkiat, das sich im Ethno-Jazz-Genre international einen Namen gemacht hat, und wirkte als Gastmusiker auf dem Album Camel Road des Ensembles mit. Im Jahr 1998 spielte er beim Varna Summer Jazz Festival mit dem Anatoli Vapirov Balkan Project. Weiterhin gab er Duokonzerte mit Martin Lillich.
2001 veröffentlichte er sein Solo-Bassgitarrenalbum Bir Bass Masalı, 2008 das Album Odd Tango mit seinem Quartett, das aus türkischen und europäischen Musikern besteht, zum Abschluss seiner Tournee durch die Niederlande, und 2010 mit dem französischen Akkordeonisten René Sopa das Album Kâmil Erdem-René Sopa Quartet. Seit 2017 hat er sich wieder der Gitarre zugewendet und gibt Solo-, Duo- und Ensemblekonzerte auf der klassischen Gitarre, etwa mit Sibel Köse.
Erdem lehrte auch zwischen 2001 und 2016 als Dozent in der Musikabteilung der Technischen Universität Yıldız.

## Diskographische Hinweise
- Kâmil Erdem & Asiaminor: Along the Street (1991, Face Music, İsviçre)
- Kâmil Erdem & Asiaminor: Longa Nova (1996, Balet Müzik)
- Kâmil Erdem - Asiaminor: Cat’s Dream/Kedi Rüyası (1997, Kalan Müzik)
- A Tale of Bass/Bir Bas Masalı (2001, Kalan Müzik)
- Kâmil Erdem Quartet: Odd Tango (2008, A.K. Müzik, mit Mark Alban Lotz, Fatih Ahıskalı, Alan Purves)
- Kâmil Erdem & René Sopa Quartet: Kâmil Erdem-René Sopa Quartet (2010, A.K. Müzik, mit Şenova Ülker, Erhan Seçkin)

## Webpräsenz
- Webpräsenz
- Eintrag (Who Is Who)
- Kâmil Erdem bei Discogs